# Turdus swalesi
Turdus swalesi là một loài chim trong họ Turdidae.